# لاتویا سندرز
لاتویا سندرز (انگلیسی: LaToya Sanders؛ زادهٔ ۱۱ سپتامبر ۱۹۸۶) بازیکن بسکتبال اهل ایالات متحده آمریکا است.
از باشگاه‌هایی که در آن بازی کرده‌است می‌توان به فینکس مرکوری اشاره کرد.